# Wierchmłynne (Ochotnica Dolna)
Wierchmłynne – przysiółek w Polsce położony w województwie małopolskim, w powiecie nowotarskim, w gminie Ochotnica Dolna. Znajduje się na południowych stokach przełęczy Wierchmłynne. Z Ochotnicy Dolnej prowadzi no niego asfaltowa droga, która przez przełęcz Wierch Młynne biegnie dalej do Kamienicy.
W latach 1975–1998 miejscowość administracyjnie należała do województwa nowosądeckiego.